# Amiota barretti
Amiota barretti är en tvåvingeart som först beskrevs av Johnson 1921.  Amiota barretti ingår i släktet Amiota och familjen daggflugor. Inga underarter finns listade i Catalogue of Life.